# 代理人交渉制度
代理人交渉制度（だいりにんこうしょうせいど）とはプロスポーツの契約において選手の代理人（スポーツエージェント）が交渉する制度。選手は代理人を雇うことで球団と対等な交渉が出来たり、交渉を代理人に一任することでシーズンオフを練習や休養に充てることが出来るメリットがある一方、代理人にとっては巨額の契約が自身の報酬に繋がることもあり、球団に対して高額契約を迫るケースもあるため、球団やファンから批判される場合もある。

## 制度の歴史
MLBでは、1965年に代理人交渉制度が盛り込まれて定着したが、ベーブ・ルースはこれより前に例外的に代理人を雇い、煩雑な事務を逃れていた。
日本プロ野球では1991年に日本プロ野球選手会が日本野球機構に対して、代理人交渉を要求していくことを明らかにし、1992年にヤクルトスワローズの古田敦也が契約更改交渉において初めて代理人による交渉を希望したが、「球団と選手の信頼関係が揺らぎかねない」として球団側が認めていなかった。なお、野球協約では選手契約時に「球団職員と選手とが対面して契約しなければならない」と選手本人の出席を義務付けており、参稼報酬調停では参稼報酬調停委員会が選手本人から聴取することを義務付けている。しかし、契約更改に関しては選手出席の契約義務に関する明文規定はなく、また選手契約や参稼報酬調停委員会において、選手以外の代理人の同席を禁止する明文規定はない。
1999年8月の労使交渉で、弁護士有資格者に限るという条件付きで、代理人の同席を認める答申が出されて、2000年のシーズンオフから代理人交渉制度が運用されるようになった。2001年に契約更改交渉の大半を弁護士単独で行っていた日本ハムファイターズの下柳剛について、日本弁護士連合会は2001年1月26日に、「参稼報酬調停で代理人の出席を認めないのは選手に対する権利侵害であるとともに、弁護士業務に対する重要な侵害である」旨見解を発表した。最終的に参稼報酬調停における代理人の出席が認められた。読売ジャイアンツの渡邉恒雄オーナー（当時）は12球団の中で最後まで認めておらず、「代理人を連れてきたら年俸カット。それがいやなら自由契約」と発言し、国会でも日本共産党が問題視するなどしたが、渡邉が2004年に辞任して以降は一転し、巨人も代理人交渉制度を容認した。
2024年9月1日までの日本プロ野球における代理人交渉の条件は以下の通りだった。
1. 代理人は日本弁護士連合会所属の日本人弁護士に限定。
2. 一人の代理人が複数の選手と契約することの禁止。
3. 選手契約交渉で初回の交渉には選手が同席を必要とするが、二回目以降の交渉について球団と選手が双方合意すれば、代理人単独交渉も可能[注釈 1]。

しかし1、2の制限が独占禁止法第8条第4号（事業者団体による構成事業者の機能又は活動の不当な制限の禁止）に該当し、同条の規定に違反するおそれがある行為にあたるとして2024年8月から公正取引委員会が調査を開始、同法違反が認定され、同年9月19日付で日本プロ野球機構の内部組織日本プロフェッショナル野球組織に対し文書により警告した。なお警告に先立つ同月2日、資格制限などを撤廃し、各球団に対応を委ねることを決定し、問題となった行為は既に是正されたことから法的措置は見送った 。
プロサッカーでは1991年に国際サッカー連盟 (FIFA) が公認代理人制度を導入しており、FIFA公認代理人以外を認めない国及びリーグも少なくなかったが、2001年以降はFIFAの替わりに各国・地域のサッカー協会が代理人に関する資格を供与するようになり、さらに2015年4月にはFIFAの資格制度としての「公認代理人」が廃止となって各サッカー協会が代理人を登録する制度に移行している。日本サッカー協会 (JFA) では「仲介人に関する規則」を定めており、仲介人（代理人）が年度単位でJFAに登録を行う必要があると定めている。